# Escola John C. Whitehead de Diplomacia e Relações Internacionais
A Escola de Diplomacia e Relações Internacionais é a escola professionalizante de assuntos internacionais da Universidade Seton Hall. As Nações Unidas apoiou a fundação da Escola através da United Nations Foundation.

## História
Por mais de 150 anos, Seton Hall, a universidade diocesana mais antiga dos Estados Unidos, é classeficada como uma universidade de pesquisa que oferece títulos de doutorado por a Carnegie Foundation for the Advancement of Teaching.  A Escola de Diplomacia e Relações Internacionais é membro afiliado da Association of Professional Schools of International Affairs (APSIA).
Localizado em South Orange, New Jersey, 30 minutos em trem da cidade de Nova York, Seton Hall é um lugar ideal para estudar relações internacionais.  A área metropolitana abriga as Nações Unidas, Wall Street, e empresas, missões diplomáticas, think tanks, e ONGs importantes.

## Títulos
A Escola oferece títulos de graduação e pós-graduação, um Bacharelado em Ciências e um Mestrado de Artes em Diplomacia e Relações Internacionais.

### Programa de Bacharelado
O programa de graduação é um programa intensivo no qual os estudantes têm uma variedade de aulas em relações internacionais, história, economia, e ética.  Alem disso, o requisito de proficiência numa lingua estrangeira tipicamente leva os estudantes a especializar numa área específica do mundo.  Todos os estudantes fazem dois estágios professionais como parte do programa académico.

### Programa deMestrado
Os estudantes de mestrado participam num programa de dois anos que culmina com um projeto de pesquisa ou uma tese.  Os requisitos do mestrado incluem a realização de duas especializações funcionais ou regionais.  Os professores da Escola Whitehead são doutores nas suas áreas de perícia e os estudantes são assignados a um mentor da faculdade baseado nas suas especializações.

### Programas de Dois Títulos
Alem disso, com a énfase em construir uma base em economia, é um requisito de todos os estudantes que tomam uma série de aulas em economia.  Todos os estudantes de mestrado fazem um estágio professional no campo de assuntos internacionais.
A escola também oferece vários programas de dois títulos (dual-degree) em colaboração com otras unidades académicas da universidade, incluindo:
- M.A./J.D. com a escola de direito
- M.A./M.B.A. com a escola de negócios
- M.A./M.P.A. com o colégio de artes e ciências, departamento de ciências políticas
- M.A./M.A. Asian Studies (Estudios Asiáticos) com o colégio de artes e ciências, departamento de Estudios Asiáticos
- M.A./M.A. Strategic Communication (Comunicação Estratégica) com o colégio de artes e ciências, departamento de comunicações

## Faculdade

### Especializações e Professores
Desenvolvimento Internacional e Economia, Omer Gokcekus, Ph.D.
Análise de Política Externa, Ann Marie Murphy, Ph.D.
Direito Público Internacional, Philip Moremen, J.D., Ph.D., Elizabeth Wilson, J.D., Ph.D.
Organizações Internacionais, Martin  Edwards, Ph.D., Courtney Smith, Ph.D.
Negociação Mundial e Gestão de Conflictos, Zheng Wang, Ph.D.
Saúde Mundial e Segurança Humana, Yanzhong Huang, Ph.D.
Segurança internacional,Joseph O'Mahoney, Ph.D.
Reconstrução pós-Estado de Conflitos e Sustentabilidade, Assefaw Bariagaber, Ph.D.
África, Assefaw Bariagaber, Ph.D., Fredline MCormack-Hale, Ph.D.
Ásia, Yanzhong Huang, Ph.D., Zheng Wang, Ph.D.

Europa, Margarita Balmeceda, Ph.D., Edislav Manetovic, Ph.D.
América Latina e o Caribe, Benjamin Goldfrank, Ph.D.